# Merthyr Tydfil
Merthyr Tydfil (Merthyr Tudful em galês) é uma cidade e um county borough (uma subdivisão política) do País de Gales, com uma população de 55.600 habitantes. Localizada em uma região tradicionalmente produtora de carvão, a cidade abriga indústrias em diversos setores, como siderometalúrgico, eletrodomésticos (como máquinas de lavar louça), elétrica, brinquedos e alimentos (incluindo chocolate).